# Księstwo Modeny i Reggio
Księstwo Modeny i Reggio (wł. Ducato di Modena e Reggio) – małe włoskie państwo istniejące w latach 1452–1859, z przerwą na okupacje napoleońską w latach 1796–1814.

## Historia
Księstwo stworzyła dynastia d’Este, która władała również miastem Ferrara z przyległościami do roku 1597. Powstało gdy senior Modeny i Ferrary Borso d’Este w 18 maja 1452 roku otrzymał z rąk cesarza Fryderyka III, wracającego z koronacji w Rzymie tytuł księcia Modeny i Reggio. 15 kwietnia 1471 roku, po długich zabiegach, uzyskał również od papieża Pawła II tytuł księcia Ferrary. Obydwa księstwa były połączone unią do 1597, gdy Ferrara została włączona do Państwa Kościelnego.
W roku 1796 Księstwo okupował Napoleon Bonaparte, który stworzył z terytorium Księstwa Republikę Cispadańską. Ostatni z rodu Este – Herkules III d’Este (książę Modeny i Reggio w latach 1780–1796) dostał na pocieszenie od Austriaków Breisgau – terytoria w południowo-wschodniej rzeszy, gdzie zmarł w roku 1803. Jego następcą był krewny rodu Arcyksiążę Ferdynand Habsburg, wuj cesarza Franciszka I. Po upadku Napoleona w 1814, syn Ferdynanda Franciszek IV, został księciem Modeny. Nieco potem otrzymał on też Massa di Carrara (państewko Carrara od swej matki).
Habsburgowie panowali w państewku przez cały czas do 1859 roku, z krótką przerwą w czasie powstań w latach 1831–1848.
W roku 1859 Księstwo zostało przyłączone do jednoczących się Włoch.

## Części składowe Księstwa
- Modena (Księstwo Modeny)
- Reggio (Księstwo Reggio)
- Guastalla (od 1847)
- Frignano
- Garfagnana
- Lunigiana
- Massa i Carrara (Księstwo Massy i Carrary)

Flaga Księstwa Modeny i Reggio od XVI wieku do roku 1796 i w latach 1814–1830
Flaga cywilna Księstwa w latach 1830–1859
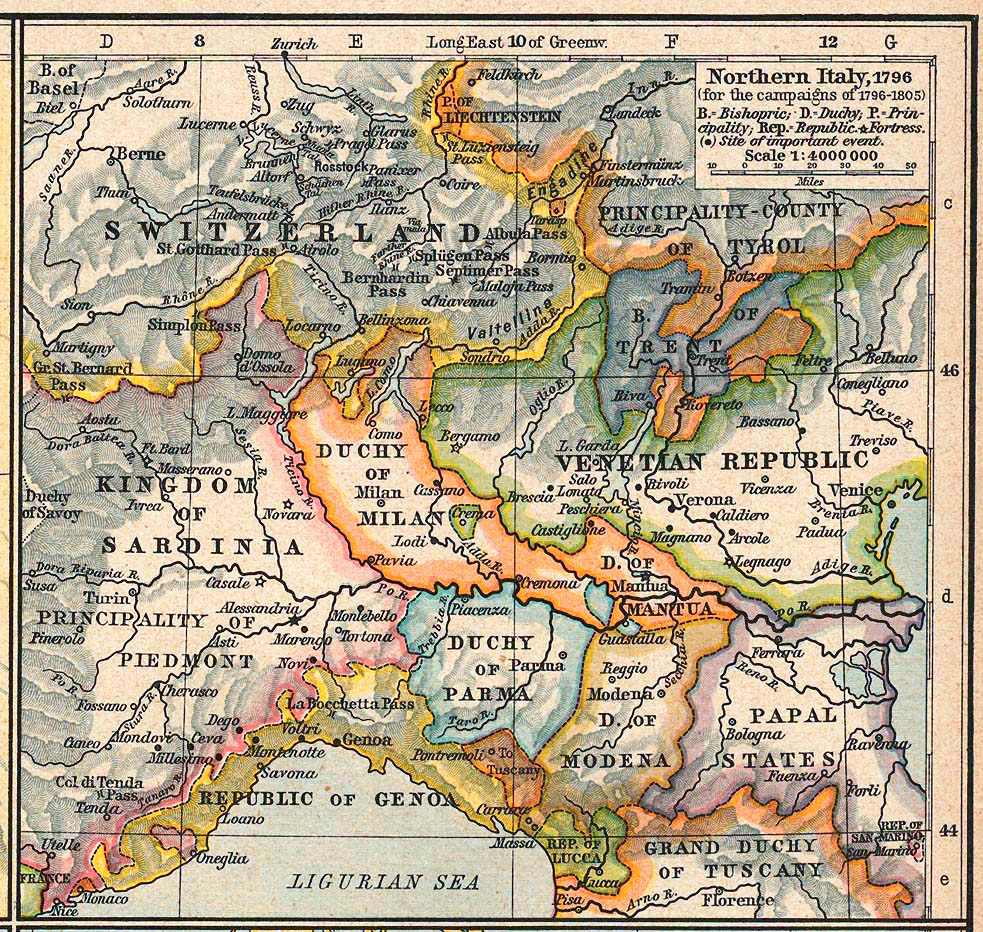
Państwa w północnych Włoszech w 1796 roku – tuż przed najazdem Napoleona Bonaparte. U dołu mapy księstwo Mediolanu (na mapie: Duchy Modeny).
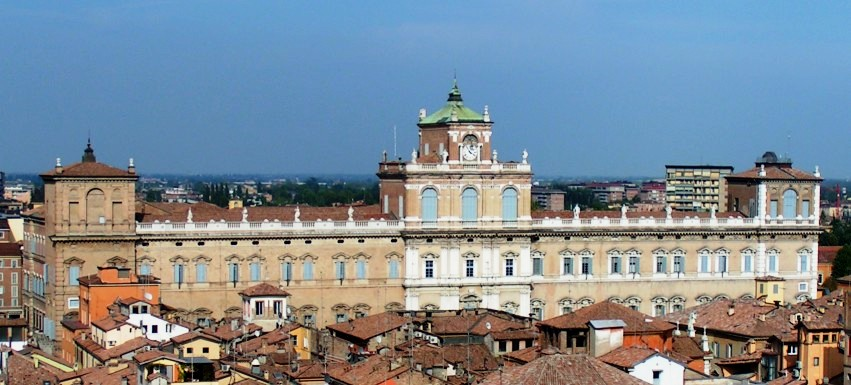
Pałac książęcy w Modenie
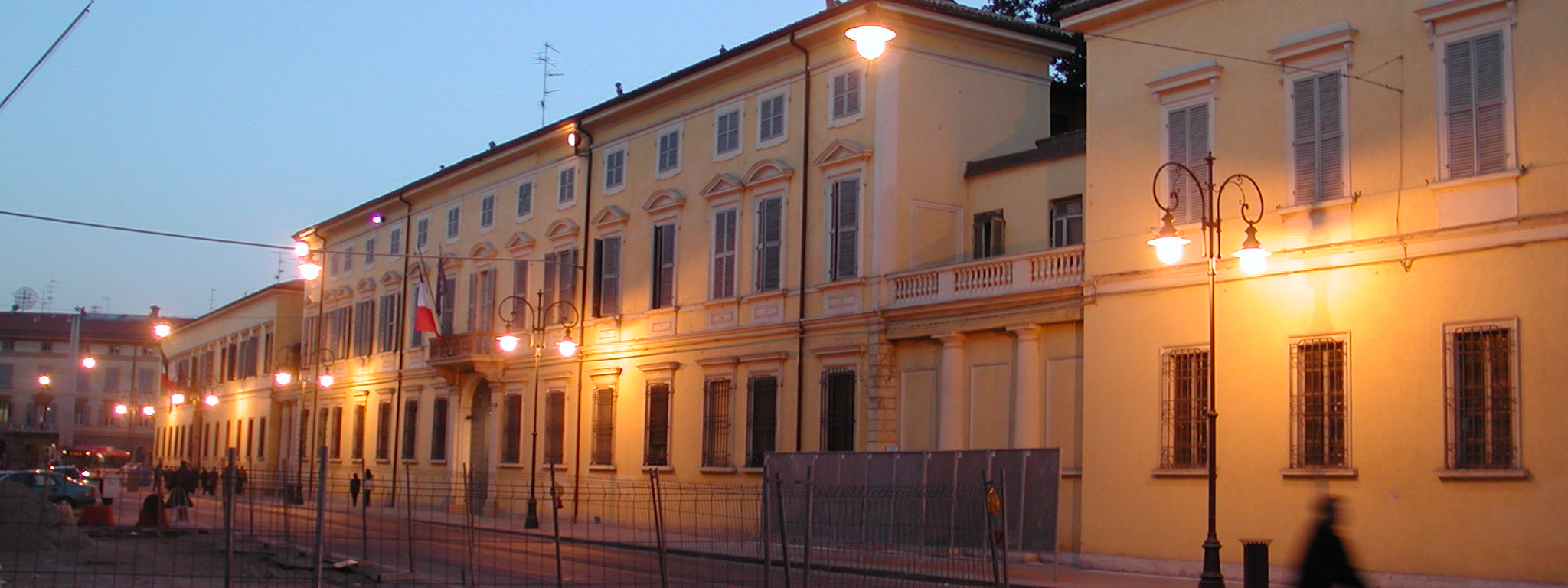
Pałac książęcy w Reggio Emilia